# 120942 Rendafuzhong
120942 Rendafuzhong este o planetă minoră (asteroid) din Mars-crossing asteroid⁠(d). A fost descoperită pe 1 octombrie 1998 la Xinglong Station⁠(d) de Beijing Schmidt CCD Asteroid Program⁠(d). 
Obiectul prezintă o orbită caracterizată de o semiaxă mare de 2,1313880371307 UAi, o excentricitate de 0,23, o înclinație de 2,4 ° în raport cu ecliptica.